# Фрідріх Кюн
Фрідріх «Фріц» Кюн (нім. Friedrich "Fritz" Kühn; 7 серпня 1889, Ойтін — 15 лютого 1944, Берлін) — німецький воєначальник, генерал танкових військ вермахту. Кавалер Лицарського хреста Залізного хреста.

## Біографія
3 березня 1909 року вступив в Імперську армію. Учасник Першої світової війни, Після демобілізації армії залишений в рейхсвері. В 1928-30 роках в рамках співпраці з радянською армією працював начальником курсу Казанського військового училища. Займався вивченням радянських танкових військ. З 10 листопада 1938 року — командир школи танкових військ в Цоссені. З 1 квітня 1940 року — командир 3-ї танкової бригади. У вересні-жовтні виконував обов'язки командира 3-ї танкової дивізії. З 1 листопада 1940 року — командир 15-ї, з 22 березня 1941 року — 14-ї танкової дивізії. Учасник Балканської кампанії. 1 липня 1942 року відправлений в резерв. З 10 листопада 1942 року — генерал з моторизації сухопутних військ при ОКГ. З 23 лютого 1943 року — начальник автомобільних частин і моторизації сухопутних військ, а також уповноважений представник автомобільних військ в управлінні чотирирічного плану. За наказом Адольфа Гітлера займався забезпеченням автомобілями військ на Східному фронті. Загинув в готелі «Брістоль» під час бомбардування Берліна.

## Звання
- Фенріх (19 листопада 1909)
- Лейтенант (22 серпня 1910)
- Оберлейтенант (24 лютого 1915)
- Ротмістр (27 січня 1918)
- Майор (1 лютого 1931)
- Оберстлейтенант (1 липня 1934)
- Оберст (1 серпня 1936)
- Генерал-майор (1 липня 1940)
- Генерал-лейтенант (1 липня 1942)
- Генерал танкових військ (1 квітня 1943)

## Нагороди
- Залізний хрест 2-го і 1-го класу
- Ганзейський Хрест (Гамбург)
- Орден Заслуг герцога Петра-Фрідріха-Людвіга, почесний лицарський хрест 2-го класу зі срібною короною
- Військовий Хрест Фрідріха-Августа (Ольденбург) 2-го і 1-го класу
- Орден дому Саксен-Ернестіне, лицарський хрест 2-го класу з мечами
- Почесний хрест (Шварцбург) 3-го класу з мечами
- Королівський орден дому Гогенцоллернів, лицарський хрест з мечами
- Нагрудний знак «За поранення» в чорному
- Почесний хрест ветерана війни з мечами
- Медаль «За вислугу років у Вермахті» 4-го, 3-го, 2-го і 1-го класу (25 років)
- Застібка до Залізного хреста 2-го і 1-го класу
- Нагрудний знак «За танкову атаку» в сріблі
- Лицарський хрест Залізного хреста (4 липня 1940)
- Німецький хрест в золоті (22 квітня 1942)